# Лівія
Лі́вія (араб. ليبيا), офіційно Держа́ва Лі́вія (араб. دولة ليبيا, берб. ⵜⴰⵎⵓⵔⵜ ⵏ ⵍⵉⴱⵢⴰ Tamurt n Libya) — країна на півночі Африки, що на сході межує з Єгиптом, на південному сході — з Суданом, на півдні — з Чадом і Нігером, на заході — з Алжиром і Тунісом, з півночі омивається Середземним морем. Лівія є членом ООН, Ліги арабських держав, Організації країн-експортерів нафти (ОПЕК), Організації африканської єдності і Ісламського банку розвитку.

## Історія

### Стародавній світ

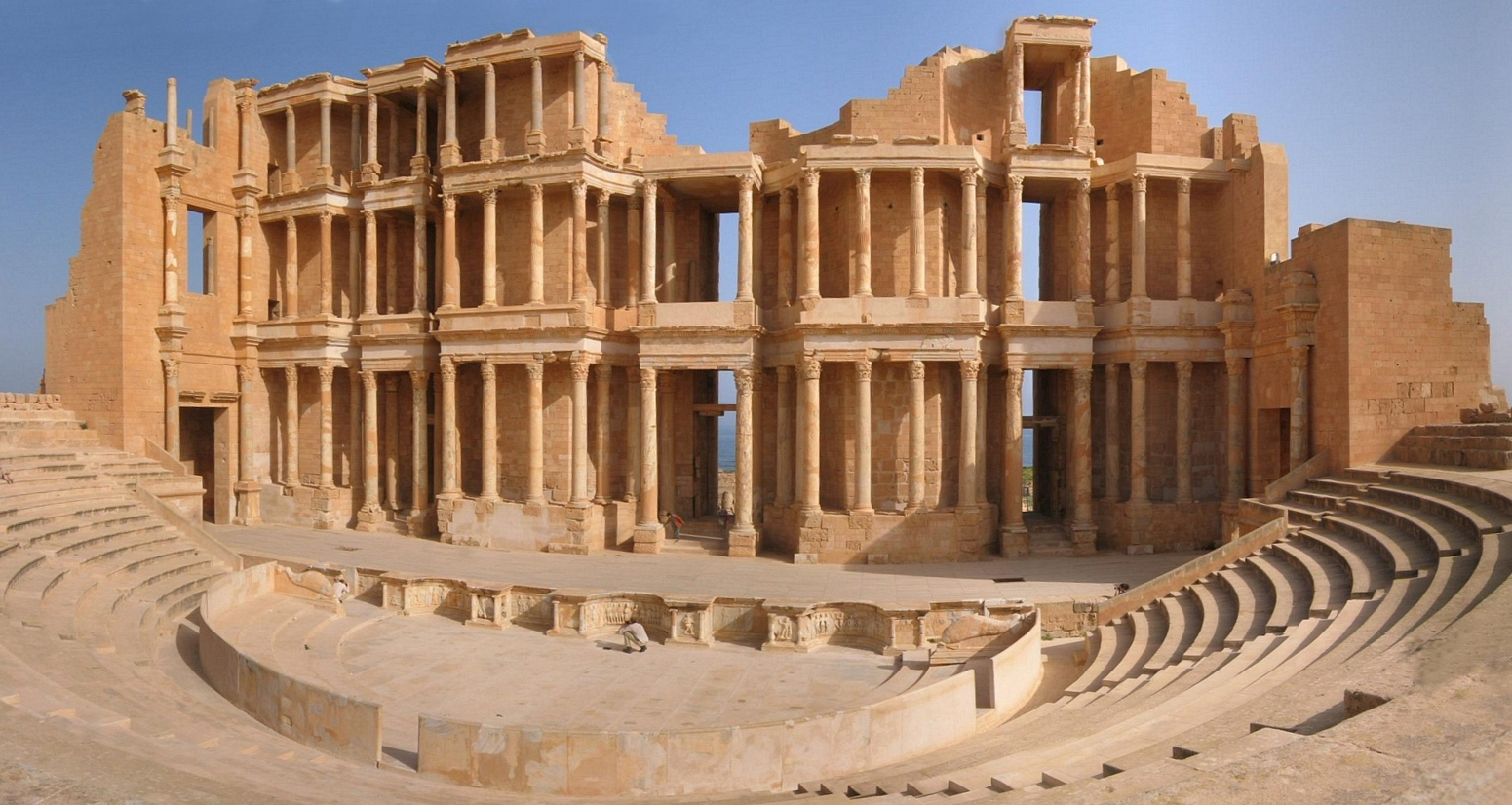
Руїни римського амфітеатру в Сабраті на захід від Триполі

Традиційні провінції Лівії: Триполітанія, Киренаїка і Феццан

Археологічні дані вказують, що ще 8 000 років до нашої ери на території Лівії існували культури неоліту.
В історичний час Лівія асоціюється з територією під контролем інших держав і цивілізацій — це передовсім Фінікія, Карфаген, Стародавня Греція, Стародавній Рим, Королівство Вандалів, Візантія. Хоча в Лівії залишилися грецькі та римські руїни в Кирені, Лептіс-Магні та Сабраті, про ці культури збереглося мало свідчень.
За свідченнями Геродота, фінікійці організували в Лівії торгові пункти, через які купці з Тіра вели торгівлю з берберами (Геродот 430 до н. е., Історія т. 4). У V столітті до н. е. Карфаген, найбільша з фінікійських колоній, розширив свої володіння до всієї Північної Африки, створивши Пунічну цивілізацію. На лівійському узбережжі пунічними поселеннями були Еа (інакше Ея) (лат. Oea, сучасне Триполі), Лабдах (пізніше Лептіс-Магна) і Сабрата. Ці три міста отримали назву «Триполі» (буквально — три міста), і на цьому місці розташована сучасна столиця Лівії.
Давні греки зайняли Східну Лівію, коли емігранти з перенаселеного острова Тера за порадою Дельфійського оракула стали шукати собі місце поселення в Північній Африці. 631 року до н. е. вони заснували місто Кирена. За 200 років вони заснували ще чотири значущих міста: Барка (Аль-Мардж); Евхеспаріди (пізніше Береніка, зараз Бенгазі); Тевхіра (пізніше Арсиноя, зараз Тукра); Аполлонія Киренська (Суса), порт Кирени. Разом із Киреною ці міста утворили Пентаполіс («п'ять міст»).
Римляни об'єднали обидва райони Лівії, і протягом 400 років Триполітанія й Киренаїка вважалися квітучими римськими провінціями. Попри панування римських торговців і військових, загальний характер міст залишався грецьким і пунічним.
У V столітті н. е. Триполітанія була захоплена вандалами. У VI—VII століттях Лівія входила до складу Візантії. У 642—643 роках була завойована арабами і включена до складу Арабського халіфату.

### Середньовіччя

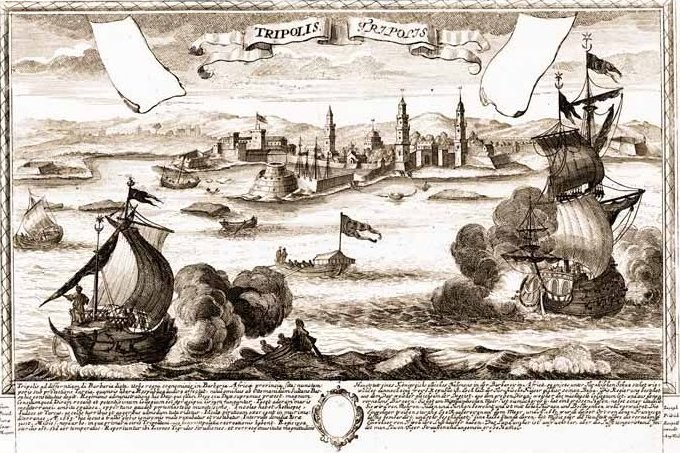
Облога Триполі в 1551 році

Переселення до Лівії в XI столітті арабських племен (бану хіляль і бану сулеймен) призвело до поступової арабізації місцевого населення. Поширився іслам. Процес феодалізації арабської військової знаті супроводжувався позбавленням берберських вождів їх прав і привілеїв. Берберські вожді неодноразово повставали проти арабів, але щоразу були розгромлені.
1551 року Лівія була захоплена Османською імперією. З початку XVII століття Лівією управляли яничарські беї. Вони перетворили узбережжя на базу для піратства в Середземному морі.
1711 року в Лівії утвердилася місцева династія Караманлі, було створено фактично незалежну державу. Васальна залежність від Османської імперії обмежувалася сплатою данини й визнанням духовного верховенства султана.

### ХІХ та початок ХХ століття
1819 року правитель Лівії Юсеф-паша під загрозою військових дій англійської та французької ескадр був змушений підписати декларацію про припинення піратства. 1830 року було підписано торговельний договір із Францією.

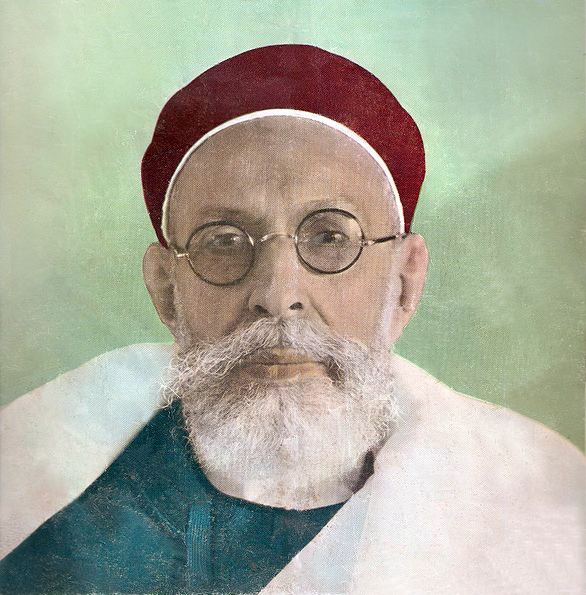
Ідріс I очолив національний визвольний рух

1835 року після народного повстання проти високих податків і через внутрішньодинастичну боротьбю династія Караманлі втратила владу й Османська імперія відновила режим прямого управління Лівією.
У середині XIX століття османською владою в Лівії були здійснені реформи — заборонено рабство й работоргівля (1855 року), 1858 відкрито перший світський навчальний заклад, побудовано друкарню, де в 1866 почала друкуватися перша лівійська газета.
До 1911 року Лівія входила до складу Османської імперії. З 1911 по 1942 рр. була італійською колонією. У 1943 році в результаті розгрому військ італо-німецької коаліції Лівія була окупована Великою Британією і Францією.

#### Королівство
24 грудня 1951 року Лівію було проголошено незалежною суверенною державою — Сполученим Лівійським королівством на чолі з королем Ідрісом I.

### Джамахірія

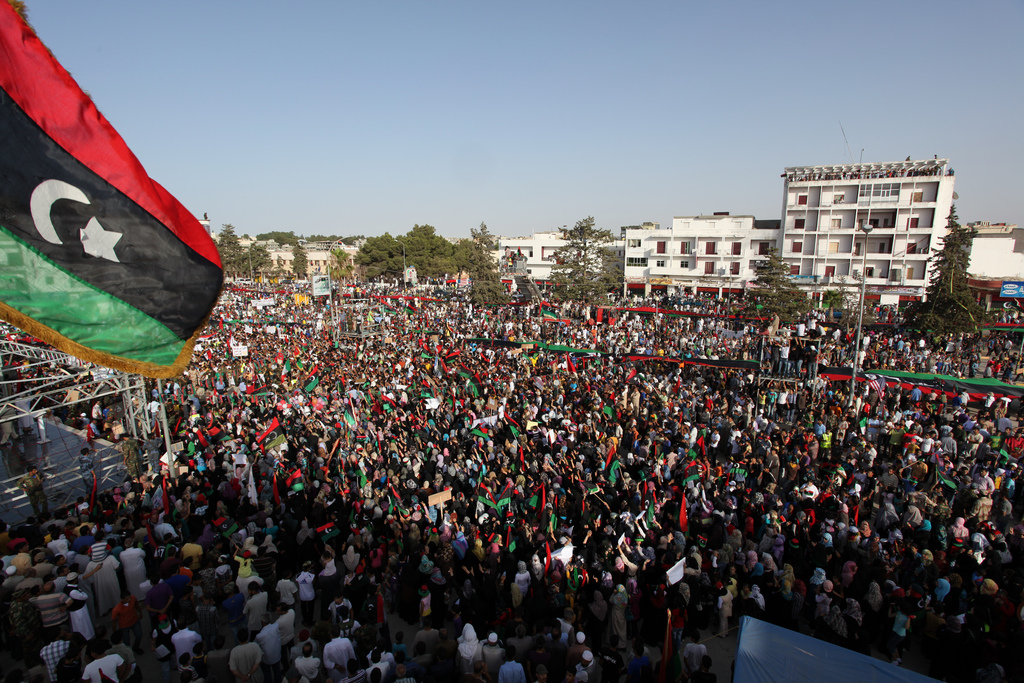
Демонстрація в місті Аль-Байда

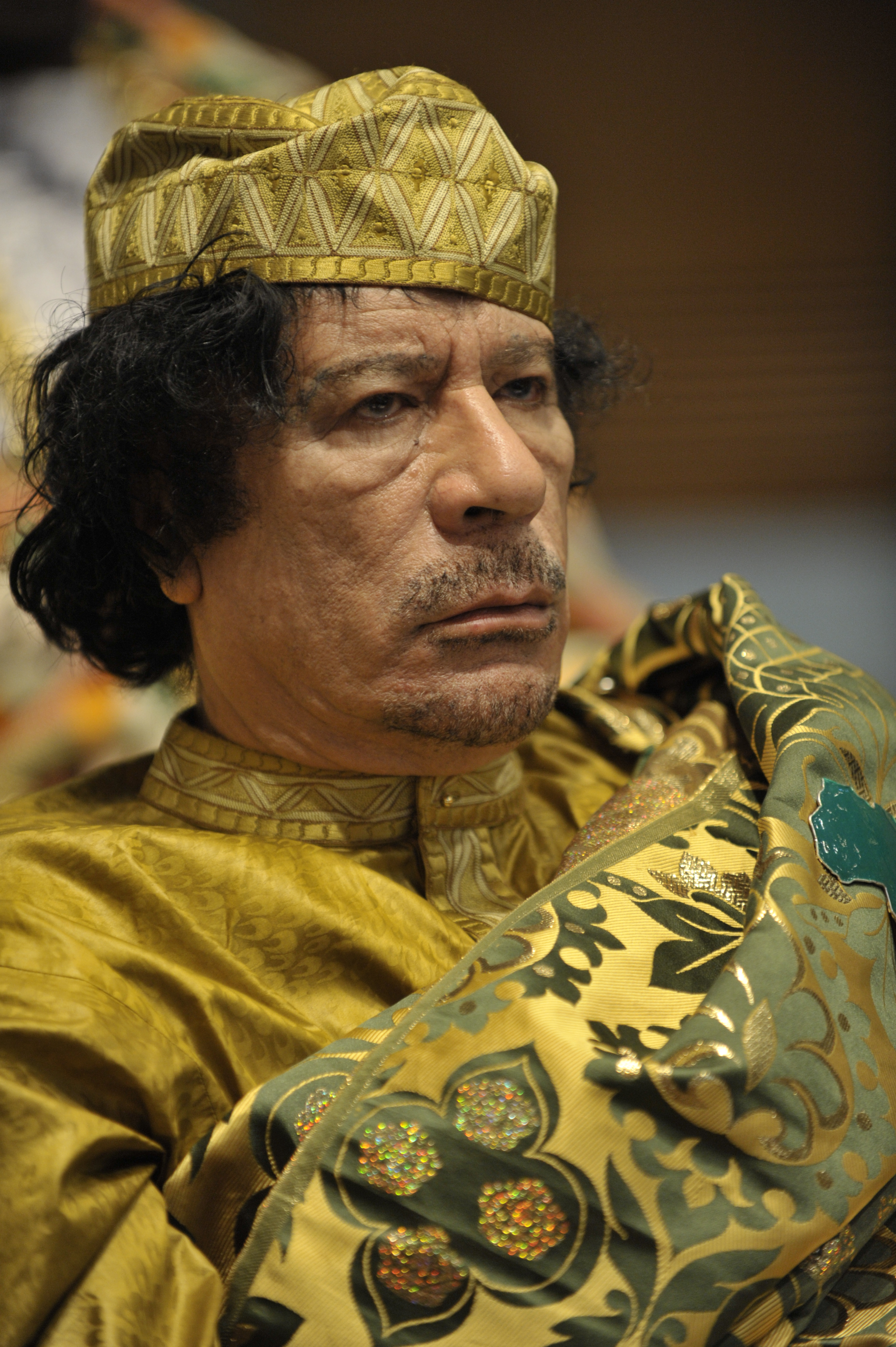
Муаммар Каддафі

Полковник Каддафі скинув короля в путчі 1969 року, встановив Революційну раду й оголосив країну однопартійною Арабською соціалістичною республікою. Із цього часу зовнішня й внутрішня політика Лівії була підпорядкована амбіціям Каддафі. У 1972—1982 було відкинуто федерації з Чадом, Єгиптом і Сирією. 1986 року США звинуватили Каддафі в терористичній діяльності й бомбардували його штаб, 1989 року було збито два лівійських літаки.

### Громадянська війна у Лівії
2011 року, водночас з іншими подіями так званої «Арабської весни», у Лівії розпочалися масові акції протесту проти режиму Каддафі, які переросли в громадянську війну. 20 жовтня 2011 року Муаммар Каддафі, якого було захоплено в місті Сирт, помер від поранень. 9 серпня 2012 року Національна перехідна рада офіційно передала владу обраному за місяць перед цим парламенту країни — Загальному національному конгресу.
Станом на 2021 рік Лівія поділена між урядом національної згоди в Триполі, підтримуваним ООН, а також Туреччиною і Катаром, та адміністрацією, яка контролює східні території. Сили на чолі з Халіфою Хафтаром підтримують Росія, Єгипет та Об'єднані Арабські Емірати. У жовтні 2021 року сторони, які протистоять у лівійському конфлікті, підписали угоду про виведення іноземних збройних сил із Лівії, що зруйнована третьою громадянською війною.

## Географія

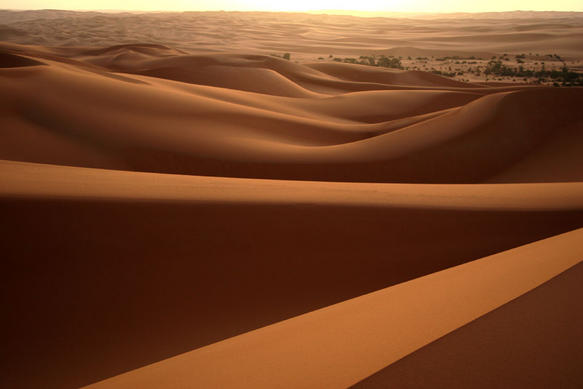
Пустельний ландшафт у Лівії; 90 % Лівії займають пустелі

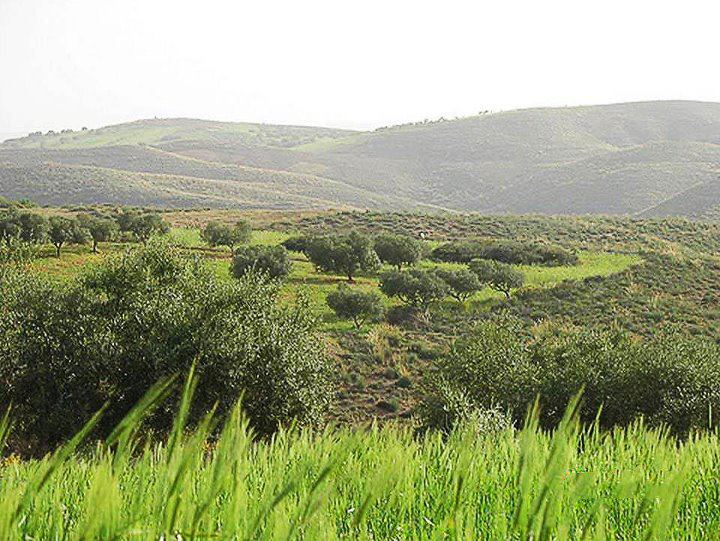
Джебель Аль Ахдар біля Бенгазі — найвологіший регіон Лівії. Середня кількість опадів 400—600 мм/рік

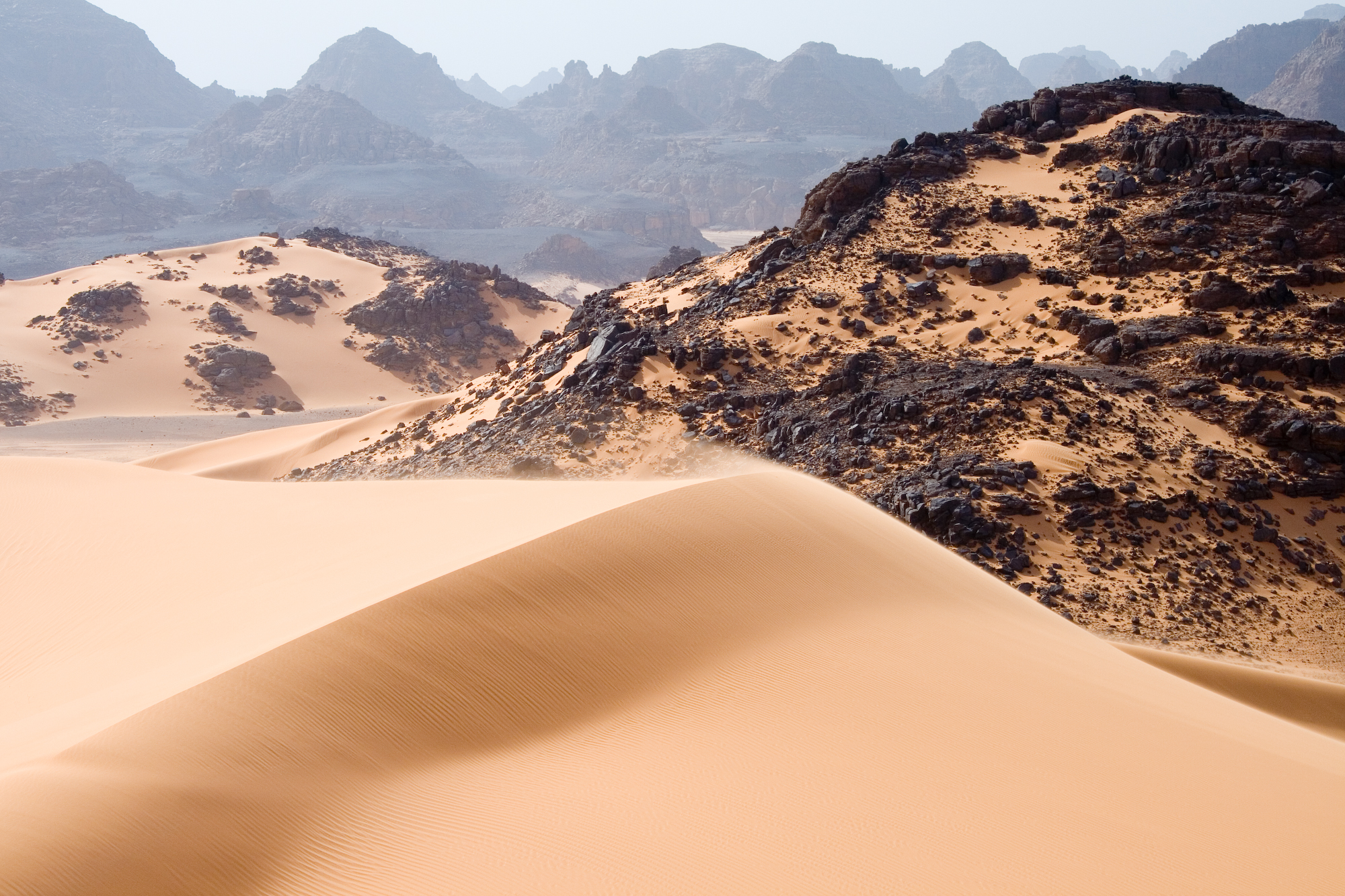
Бархани в Тадрат Акакус

У Лівії переважають пустелі. Площа пустель становить 98 % території[джерело?] (Серір-Каланшо, Ідехан-Мурзук, Ідехан-Убарі та ін.) На півдні — кам'янисте нагір'я Тібесті (г. Бетте — 2286 м), на півночі — плато Ель-Ахдар (до 876 м). Вздовж узбережжя протягаються низовини Джефара, Сирт і Киренаїка. Рік немає. Є численні невеликі пересихаючі озера — сабхі (себха). Клімат тропічний, на узбережжі — субтропічний.
Берегова лінія Лівії в центральній частині узбережжя глибоко вдається в суходіл, утворюючи затоку Сідра (Великий Сирт), де пустеля підходить до Середземного моря. На північному сході країни розташоване найвище та найнаселеніше плато Барк-ель-Байда, що складає ядро Киренаїки. На північному заході розташована Триполітанія, а на півдні — западина Феццан, віддалена на сотні кілометрів від узбережжя.

## Адміністративний поділ

Адміністративний поділ Лівії з 2007 року

Адміністративно Лівія поділяється на 22 муніципалітети. Теперішній вид адніністративного поділу був запроваджений 2007 року. У попередньому устрої (з 2001 по 2007) було 32 муніципалітети[джерело?].
| Назва арабською | Назва українською    | Номер |
| --------------- | -------------------- | ----- |
| البطنان         | Ель-Бутнан           | 1     |
| درنة            | Дерна                | 2     |
| الجبل الاخضر    | Ель-Джебал Ель-Ахдар | 3     |
| المرج           | Ель-Мардж            | 4     |
| بنغازي          | Бенгазі              | 5     |
| الواحات         | Ель-Вахат            | 6     |
| الكفرة          | Ель-Куфра            | 7     |
| سرت             | Сирт                 | 8     |
| مصراتة          | Місурата             | 9     |
| المرقب          | Ель-Марґаб           | 10    |
| طرابلس          | Тарабулус            | 11    |
| الجفارة         | Ель-Джифара          | 12    |
| الزاوية         | Ез-Завія             | 13    |
| النقاط الخمس    | Ен-Нуґат ель-Хумс    | 14    |
| الجبل الغربي    | Ель-Джабал-ель-Ґарбі | 15    |
| نالوت           | Налут                | 16    |
| الجفرة          | Ель-Джуфра           | 17    |
| وادي الشاطئ     | Ваді-еш-Шаті         | 18    |
| سبها            | Сабха                | 19    |
| وادي الحياة     | Ваді-ель-Хаят        | 20    |
| غات             | Гат                  | 21    |
| مرزق            | Марзук               | 22    |

## Економіка

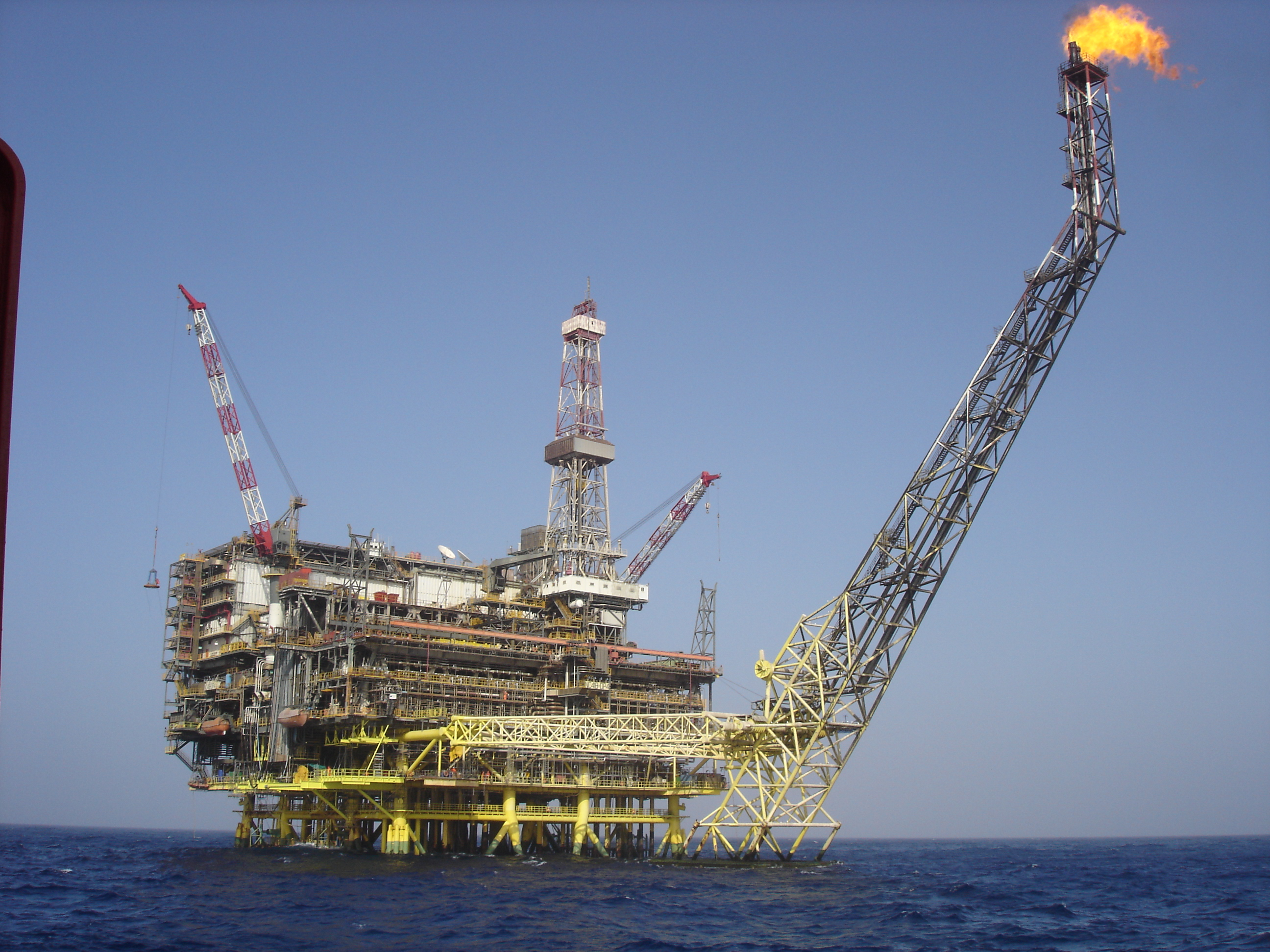
Нафтова платформа Eni в Середземному морі

Основні галузі промисловості: нафтовидобувна та нафтопереробна, харчова, текстильна, цементна, металургійна. Найбільшу частку валової промислової продукції дає нафтовидобувна та нафтопереробна промисловість. Транспорт — автомобільний, морський, трубопровідний. Декілька міжнародних авіаліній забезпечують сполучення Триполі й Бенгазі з країнами Європи і США.
За даними [Index of Economic Freedom, The Heritage Foundation, U.S.A. 2001]: ВВП — $ 32,9 млрд (1994). Темп зростання ВВП — (-2 %, 2001). ВВП на душу населення — $ 6510 (1994). Імпорт — продукти харчування, машини, текстиль, транспортне обладнання (г. ч. Італія — 22,3 %; Німеччина — 12,0 %; Велика Британія — 8,9 %; Франція — 6,8 %; Туніс — 5 %). Експорт — нафта та нафтопродукти (г. ч. Італія — 41,3 %; Німеччина — 16,6 %; Іспанія — 10 %; Туреччина — 6 %; Франція — 3,6 %). Продаж нафти в 1997 приніс понад 95 % всієї суми експортних надходжень.
Див. також: Корисні копалини Лівії, Історія освоєння мінеральних ресурсів Лівії, Гірнича промисловість Лівії.

## Державний устрій
У Лівії 1977 року було ухвалено декларацію, що визнала основним законом суспільства Коран. Фактично духовною конституцією Лівії можна вважати Зелену книгу, написану Муаммаром Каддафі. У ній відкидаються всі традиційні органи влади (як фальшиві) й проголошується безпосереднє народне самоврядування — джамахірія. Партії заборонялися як інструмент диктаторських урядів, вибори — як обман демократії. Справжніми законами визнавалися релігія та звичаї.

## Демографія

### Населення

Етнічна мапа Лівії

Чисельність населення — 6,46 млн (зокрема 167 тис. іноземних робітників, оцінка на липень 2009). Річний приріст — 2,1 %.

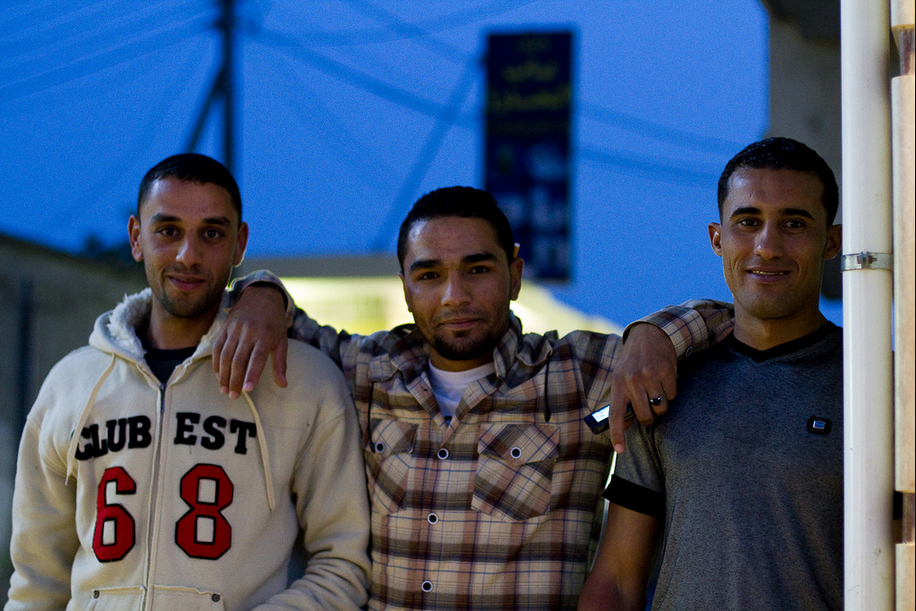
Лівійці, Аль-Байда

Населення Лівії відносно однорідне, більшість становлять лівійські араби, у південно-західній частині Триполітанії також мешкають бербери, у Феццані — невеликі групи туарегів, на південному сході — тубу. Також є невеликі громади греків, турків, італійців і мальтійців. Для населення Лівії характерно збереження аж до теперішнього часу (хоча і в значно послабленому вигляді) родоплемінної організації. Особливо це характерно для Киренаїки, Феццана й району Західних гір у Триполітанії.

### Соціальна структура
Упродовж багатьох століть історичний розвиток кожної з двох основних областей Лівії — Триполітанії й Киренаїки — ішов власним шляхом. Саме тому соціальна однорідність більше виявляється на регіональному, а не на національному рівні. Розповсюдження на території Киренаїки в 19 столітті діяльності санусітського ордена ще більше віддалило ці дві області, оскільки населення Триполітанії зберігало вірність нормативному сунітському ісламу. Санусітський релігійно-історичний рух, засновником якого був Мухаммад ібн Алі Ас-Санусі, дід колишнього короля Ідріса I, ставив за мету повернення до витоків ісламу. Населення Киренаїки складалося переважно з кочівників і напівкочівників, тоді як у Триполітанії сільське та міське населення переважно осідле. Для населення пустельної області Феццан характерна своєрідна соціальна організація. Також є невеликий прошарок торговців і нечисленна, але постійно зростаюча група чиновників, менеджерів і кваліфікованих фахівців. У прибережній зоні і у Феццані земля перебуває в індивідуальній приватній власності. Для районів із кочовим населенням характерне колективне володіння землею родоплемінними групами[джерело?].

### Освіта
У період італійської колоніальної залежності в Лівії фактично не існувало системи освіти. Початок її активного розповсюдження припадає на часи британської військової адміністрації, а подальший розвиток відбувався після 1960-х років, коли до незалежної Лівії стали надходити значні кошти від продажу нафти. Освіта в країні безкоштовна на всіх рівнях й обов'язкова до 9 класу. У 1991—1992 в Лівії налічувалося 2744 початкових школи, 1555 середніх шкіл, 195 професійних і педагогічних коледжів. Діяли також 10 університетів і 10 педагогічних інститутів (враховуючи відділення університетів аль-Фаттах у Триполі й Гар'юніс у Бенгазі)[джерело?]. У початковій школі навчаються 1,4 млн дітей, в середній — 310,5 тис. учнів, в професійних училищах — 37 тис. і в системі вищої школи — 72,9 тис. студентів. Розвиток технічного навчання зумовлений головним чином потребами нафтової промисловості. У країні діють 14 науково-дослідних центрів. Держава надає матеріальну допомогу мережі ісламських навчальних закладів, зокрема ісламському університету в Ель-бейда, який є також центром релігійних досліджень. У Лівії видається близько 20 газет і журналів арабською та англійською мовами, кількість виданих книг невелика[джерело?].

## Культура

### Національні свята
- 1 вересня — День Великої Жовтневої революції (1969 р.)
- 2 березня — День проголошення Джамахірії (1977 р.)
- 28 березня — День евакуації англійських військових баз (1970 р.)
- 11 червня — День евакуації американських баз (1970 р.)
- 23 липня — Річниця Єгипетської революції (1952 р.)
- 7 жовтня — Вигнання італійських колонізаторів (1970 р.)

Основні релігійні свята:
- 'Ід іль-фі'тр — свято розговіння
- 'Ід іль-а'дха — свято жертвоприношення
- 'Ід іль-ма'улід — День народження пророка Мухаммада